# Made Series
Made Series è il settimo album in studio del gruppo musicale sudcoreano Big Bang, pubblicato il 3 febbraio 2016 dalla YGEX.

## Tracce
1. Loser (Japanese version) – 3:39
2. Bang Bang Bang (Japanese version) – 3:40
3. If You (Japanese version) – 4:24
4. Loser (Korean version) – 3:39
5. Bae Bae (Korean version) – 2:49
6. Bang Bang Bang (Korean version) – 3:40
7. We Like 2 Party (Korean version) – 3:16
8. If You (Korean version) – 4:24
9. Sober (Korean version) – 3:57
10. Zutter (GD & T.O.P) (Korean version) – 3:14
11. Let's Not Fall in Love (Korean version) – 3:32

## Classifiche

### Classifiche settimanali
| Classifica (2016) | Posizione massima |
| ----------------- | ----------------- |
| Giappone          | 1                 |

### Classifiche di fine anno
| Classifica (2016) | Posizione |
| ----------------- | --------- |
| Giappone          | 20        |